# 27-о средно училище „Акад. Георги Караславов“
27 средно училище „Акад. Георги Караславов“ се намира в София, България.
Основано е през 1978 г. Наименувано е на българския писател, белетрист и драматург Георги Караславов. Разположено е на улица „Петър Горанов“ в ж.к. „Люлин-6“.
В училището се обучават около 400 ученици, разпределени в 17 паралелки. 27 СОУ разполага със стол, бюфет, библиотека, медицинско обслужване, фитнес зала.